# تپه چقه بی ۲
 تپه چقه بی ۲ مربوط به دوره پارت - دوره ساسانی است و در شهرستان تکاب، بخش مرکزی، دهستان کرفتو، روستای داش بلاغ واقع شده است. این اثر در تاریخ ۳۰ دی ۱۳۸۵ با شمارهٔ ثبت ۱۶۷۶۶ به عنوان یکی از آثار ملی ایران به ثبت رسیده است.